# Federica Sosio
Federica Sosio (ur. 4 lipca 1994 w Sondalo) – włoska narciarka alpejska, złota medalistka mistrzostw świata juniorów.

## Kariera
Po raz pierwszy na arenie międzynarodowej Federica Sosio pojawiła się 14 listopada 2009 roku w Bormio, gdzie w zawodach juniorskich w gigancie nie ukończyła pierwszego przejazdu. W 2012 roku wystartowała na mistrzostwach świata juniorów w Roccaraso, gdzie jej najlepszym wynikiem było dziesiąte miejsce w kombinacji. Jeszcze dwukrotnie startowała na imprezach tego cyklu, największy sukces osiągając na mistrzostwach świata juniorów w Hafjell w 2015 roku, gdzie zwyciężyła w supergigancie. W zawodach tych wyprzedziła bezpośrednio Norweżkę Minę Fürst Holtmann oraz Rahel Kopp ze Szwajcarii.
W zawodach Pucharu Świata zadebiutowała 22 lutego 2015 roku w Mariborze, gdzie nie zakwalifikowała się do drugiego przejazdu w slalomie. Jak dotąd nie zdobyła punktów w zawodach tego cyklu. Startuje głównie w Pucharze Europy, najlepsze wyniki osiągnęła w sezonie 2014/2015, kiedy zajęła 25. miejsce w klasyfikacji generalnej. Nie startowała na mistrzostwach świata ani igrzyskach olimpijskich.

## Osiągnięcia

### Mistrzostwa świata juniorów
| Miejsce | Dzień     | Rok  | Miejscowość | Konkurencja     | Czas biegu  | Strata   | Zwyciężczyni        |
| ------- | --------- | ---- | ----------- | --------------- | ----------- | -------- | ------------------- |
| 23.     | 1 marca   | 2012 | Roccaraso   | Slalom          | 1:42,69 min | +10,37 s | Stephanie Brunner   |
| 52.     | 3 marca   | 2012 | Roccaraso   | Gigant          | 2:45,02 min | +12,00 s | Ragnhild Mowinckel  |
| 29.     | 5 marca   | 2012 | Roccaraso   | Supergigant     | 1:06,99 min | +1,81 s  | Annie Winquist      |
| 10.     | 8 marca   | 2012 | Roccaraso   | Kombinacja      | 11,66 pkt   | ?        | Ragnhild Mowinckel  |
| DNF1    | 28 lutego | 2014 | Jasná       | Slalom          | 1:36,09 min | -        | Petra Vlhová        |
| 29.     | 3 marca   | 2014 | Jasná       | Supergigant     | 1:14,71 min | +2,09 s  | Corinne Suter       |
| 23.     | 3 marca   | 2014 | Jasná       | Superkombinacja | 2:11,34 min | +3,31 s  | Elisabeth Kappauer  |
| 23.     | 5 marca   | 2014 | Jasná       | Zjazd           | 1:24,19 min | +2,76 s  | Corinne Suter       |
| DNF1    | 9 marca   | 2015 | Hafjell     | Slalom          | 1:43,54 min | -        | Paula Moltzan       |
| 1.      | 10 marca  | 2015 | Hafjell     | Supergigant     | 1:23,81 min | -        | -                   |
| 4.      | 10 marca  | 2015 | Hafjell     | Superkombinacja | 2:08,54 min | +1,15 s  | Rahel Kopp          |
| 9.      | 13 marca  | 2015 | Hafjell     | Zjazd           | 1:32,58 min | +1,37 s  | Mina Fürst Holtmann |

### Puchar Świata

#### Miejsca w klasyfikacji generalnej
- sezon 2014/2015: -

#### Miejsca na podium w zawodach
Sosio nie stawała na podium zawodów PŚ.